# Ribeira da Torre

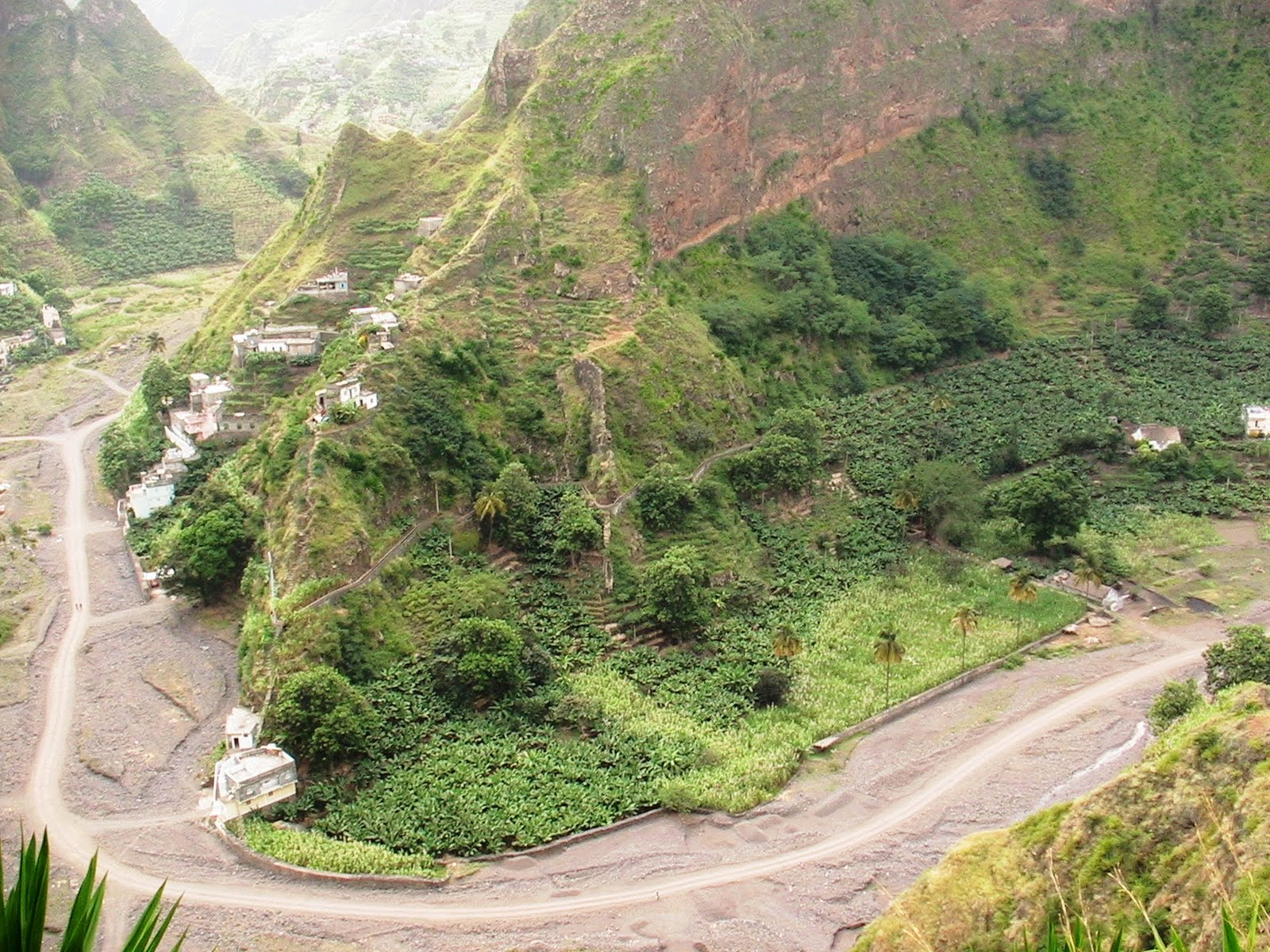
Vallée de la Ribeira da Torre

La Ribeira da Torre est un cours d'eau du Cap-Vert qui arrose le nord-est de Santo Antão, l'une des îles de Barlavento.